# John Russell (Ruderer)

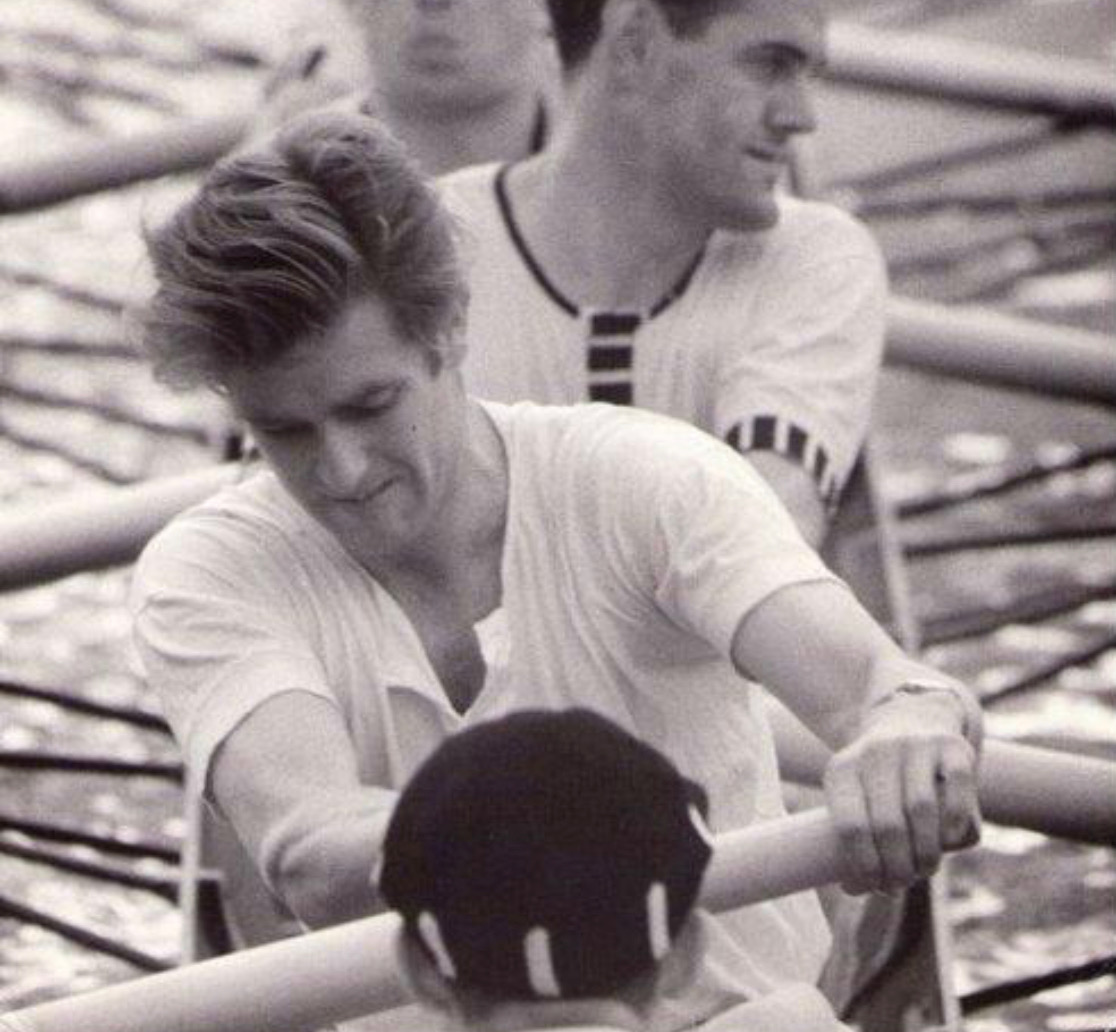
John Russell

John Michael Russell (* 3. August 1935 in London; † 21. Januar 2019) war ein britischer Ruderer, der 1964 die olympische Silbermedaille im Vierer ohne Steuermann gewann.

## Karriere
John Russell gewann 1959 die Wingfield Sculls. Im Jahr darauf trat er zusammen mit Simon Crosse, Richard Knight, John Tilbury und Steuermann Terrence Rosslyn-Smith im Vierer mit Steuermann bei den Olympischen Spielen in Rom an. Die Briten erreichten nicht das Halbfinale, sondern schieden im Hoffnungslauf aus.
Zwei Jahre später ruderte John Russell bei den British Empire and Commonwealth Games 1962 in Perth sowohl im Vierer mit Steuermann als auch im Achter und gewann in beiden Wettbewerben eine Bronzemedaille für die englische Mannschaft.
Bei den Olympischen Spielen 1964 in Tokio trat der britische Vierer ohne Steuermann in der Besetzung John Russell, Hugh Wardell-Yerburgh, William L. Barry und John James an. Die Briten gewannen ihren Vorlauf mit neun Sekunden Vorsprung vor dem Boot aus den Vereinigten Staaten und qualifizierten sich damit direkt für das Finale. Im Finale gewannen die Dänen mit einer Sekunde Vorsprung vor den Briten, eine knappe Sekunde dahinter erreichte das Boot aus den Vereinigten Staaten das Ziel.